# Edgefield (Luizjana)
Edgefield – wieś w Stanach Zjednoczonych, w stanie Luizjana, w parafii Red River.